# Angela armata
Angela armata är en bönsyrseart som beskrevs av De Haan 1842. Angela armata ingår i släktet Angela och familjen Mantidae. Inga underarter finns listade i Catalogue of Life.